# Via da qui (Pietra Montecorvino e Davide Cavuti Ensemble)

Via da qui è un singolo di Pietra Montecorvino con "Davide Cavuti Ensemble" pubblicato nel 2017 dall'etichetta discografica Warner Chappell Music Italiana.
Il brano è la canzone originale del film L'incredibile storia della signora del terzo piano, 2017, diretto da Isabel Russinova e  Rodolfo Martinelli.

## Il disco
La canzone originale Via da qui, testo e musica composta dal maestro Davide Cavuti, è stata interpretata dalla cantante Pietra Montecorvino e presentata il 9 dicembre 2017, nella Sala Trevi di Roma, nell'ambito del "Roma Independent Film Festival" XVI edizione.
La canzone fa parte della colonna sonora composta da Davide Cavuti per il film L'incredibile storia della signora del terzo piano, con Isabel Russinova, Roberto Della Casa, Antonella Salvucci.

## Tracce
1. Via da qui
2. Via da qui (strumentale)

## Premi e Riconoscimenti
- 2017 – "RIFF – Rome Independent Film Festival"